# Grace Rocks
Die Grace Rocks sind markante Felssporne an der Knox-Küste des ostantarktischen Wilkeslands. Sie ragen an der Südseite der Mündung des Apfel-Gletschers in den Scott-Gletscher auf.
Kartiert wurden sie anhand von Luftaufnahmen, die bei der Operation Highjump (1946–1947) entstanden. Das Advisory Committee on Antarctic Names benannte sie 1971 nach Leutnant Philip J. Grace, Pilot der United States Navy bei der Operation Windmill (1947–1948), der an der Errichtung astronomischer Beobachtungsstationen zwischen dem Kaiser-Wilhelm-II.-Land und der Budd-Küste beteiligt war.